# Pero de Longos
Pero de Longos (Longás, Reino de Aragão, Espanha c. 1090 - ?) a sua origem encontra-se nos territórios de Longás, Reino de Aragão, Espanha, de onde passou ao Condado Portucalense e onde foi tida como pessoa da nobreza do e senhor da freguesia de Santa Cristina de Longos, localidade do extremo nor-noroeste do concelho de Guimarães, nos limites com o concelho de Braga.

## Relações familiares
Foi pai de Mem Pires de Longos (c. 1120 - ?) que é considerado o tronco da família Briteiros e tal como seu pai foi senhor da freguesia de Santa Cristina de Longos, localidade do extremo nor-noroeste do concelho de Guimarães, nos limites com o concelho de Braga, foi casado com Marinha Gomes Guedeão (1120 -?), filha de Gomes Mendes Guedeão (1070 - ?) e de Mór Gomes (1080 -?), filha de Paio Peres Romeu e de Godo Soares da Maia (? - 1133).